# Флаг Стародубского района
Флаг муниципального образования «Староду́бский муниципальный район» Брянской области Российской Федерации — опознавательно-правовой знак, служащий официальным символом муниципального образования.
Флаг утверждён 22 февраля 2011 года решением Стародубского районного Совета народных депутатов № 190 и внесён в Государственный геральдический регистр Российской Федерации с присвоением регистрационного номера 7304.

## Описание флага
«На белом полотнище чёрный с зелёными листьями на левой стороне старый дуб, сопровождаемый положенной в пояс в оконечности и оплетённой корнями дуба червлёной казачьей шашкой с золотым темляком, а по сторонам — двумя вырастающими с ним от одного корня зелёными пшеничными колосьями».

## Обоснование символики
За основу композиции взят старый дуб — символ долголетия, крепости, силы. Зелёный цвет листьев дуба и пшеничных колосьев символизирует надежду, изобилие, свободу и радость, что приносит району сельское хозяйство, которое аллегорически отражено колосьями.
Казачья шашка символизирует постоянную готовность встать на защиту интересов своей Родины и родного края. Кроме того она напоминает о том, что город Стародуб (центр Стародубского района) в начале XVIII века стал полковым городом и после присоединения Украины вошёл в состав государства Российского как полковой центр.
Стародубский полк участвовал во многих сражениях (на флаге это отражено красным цветом сабли, который символизирует храбрость и кровь, пролитую в борьбе) и прекратил свою существование в 1920 году. Но казачье сословие продолжало существовать. Наибольшее число казаков проживало и трудилось в населённых пунктах Стародубского района и даже, не имея своей территориальности, они не теряли своей истории, традиции, духа. Возрождение казачества, воспитанного на товариществе и патриотизме, побудило Стародубцев в 90-е годы XX века создать свой полк. Целью возрождённого казачьего полка стало воспитание новых поколений в духе беззаветной преданности России на примере славных традиций предков.